# نايلسون
نايلسون فرناندو ميديريوس (بالفرنسية: Nailson Fernando Medeiros) لاعب كرة قدم برازيلي من مواليد (24 فبراير 1994) لعب سابقاً في نادي العدالة ونادي الجبلين السعودي.

## روابط خارجية
نايلسون على موقع اتحاد أوكرانيا (الإنجليزية)
- نايلسون على موقع قاعدة بيانات كرة القدم.إي يو (الإنجليزية)
- نايلسون على موقع Soccerway.com (الإنجليزية)
- نايلسون على موقع عالم كرة القدم.نت (الإنجليزية)